# Козина (Ивано-Франковская область)
Козина (укр. Козина) — село в Галичской городской общине Ивано-Франковского района Ивано-Франковской области Украины.
Население по переписи 2001 года составляло 651 человек. Занимает площадь 8,52 км². Почтовый индекс — 77410. Телефонный код — 03436.